# Laurylsulfate de sodium
Pour les articles homonymes, voir SLS.
Ne doit pas être confondu avec Laureth sulfate de sodium.
Le laurylsulfate de sodium (LSS) ou dodécylsulfate de sodium (en anglais, sodium dodecyl sulfate ou SDS), plus connu sous sa dénomination INCI sodium lauryl sulfate ou SLS, est un détergent et tensioactif ionique fort, couramment utilisé en biochimie et biologie moléculaire.
Il est utilisé dans les produits ménagers tels que les dentifrices, shampooings, mousses à raser ou encore bains moussants pour ses effets épaississants et sa capacité à créer une mousse ; il est également repris comme additif alimentaire par le codex alimentaire (E487).
Le SDS est utilisé aussi bien dans les procédés industriels que pour les produits cosmétiques destinés au grand public. Comme tous les détergents surfactants (incluant les savons), il enlève l’huile de la peau, et peut causer des irritations de la peau et des yeux. Le SDS peut être converti en laureth sulfate de sodium (également nommé Sodium Lauryl Ether Sulfate ou SLES) par éthoxylation ; ce dernier est moins irritant pour la peau, probablement parce qu’il provoque moins de dénaturation des protéines que la substance non-éthoxylée (SDS).

## Chimie
La molécule (C12H25NaO4S) est composée d’une chaîne de douze atomes de carbone, rattachée à un groupement sulfate conférant à la molécule les propriétés amphiphiles requises pour un détergent. Le SDS est préparé par sulfonation du dodécan-1-ol (alcool de lauryl, C12H25OH), suivie par une neutralisation par du carbonate de sodium.
Plus récemment, le SDS a trouvé une application comme surfactant pour les réactions de formation d’hydrates de gaz ou d’hydrates de méthane, augmentant le taux de formation de près de sept cents fois.
La concentration micellaire critique du SDS varie de 0,007 à 0,01 mol L−1 dans l'eau à 25 °C.

## Biochimie
En laboratoire , le SDS est communément utilisé afin de préparer des protéines pour réaliser une électrophorèse sur gel de polyacrylamide (SDS-PAGE). Le SDS supprime les liaisons non-covalentes de la protéine, permettant la dénaturation de la protéine, la molécule perd donc à terme sa conformation initiale. De plus, les anions du SDS se lient aux peptides à raison d’un anion du SDS tous les deux acides aminés. Cela confère à la protéine une charge globale négative qui est proportionnelle à la masse de la protéine  (environ 1,4 g de SDS pour 1 g de protéine). Les nombreuses charges négatives apportées par les groupements sulfate du SDS dominent la charge totale du complexe formé avec la protéine. La répulsion électrostatique qui est  créée par la liaison du SDS cause aussi le dépliement de la structure 3D de la protéine qui adopte alors une conformation étendue, ainsi les différences dues à la conformation de la protéine, apparaissant habituellement au cours de la séparation du gel, sont écartées.

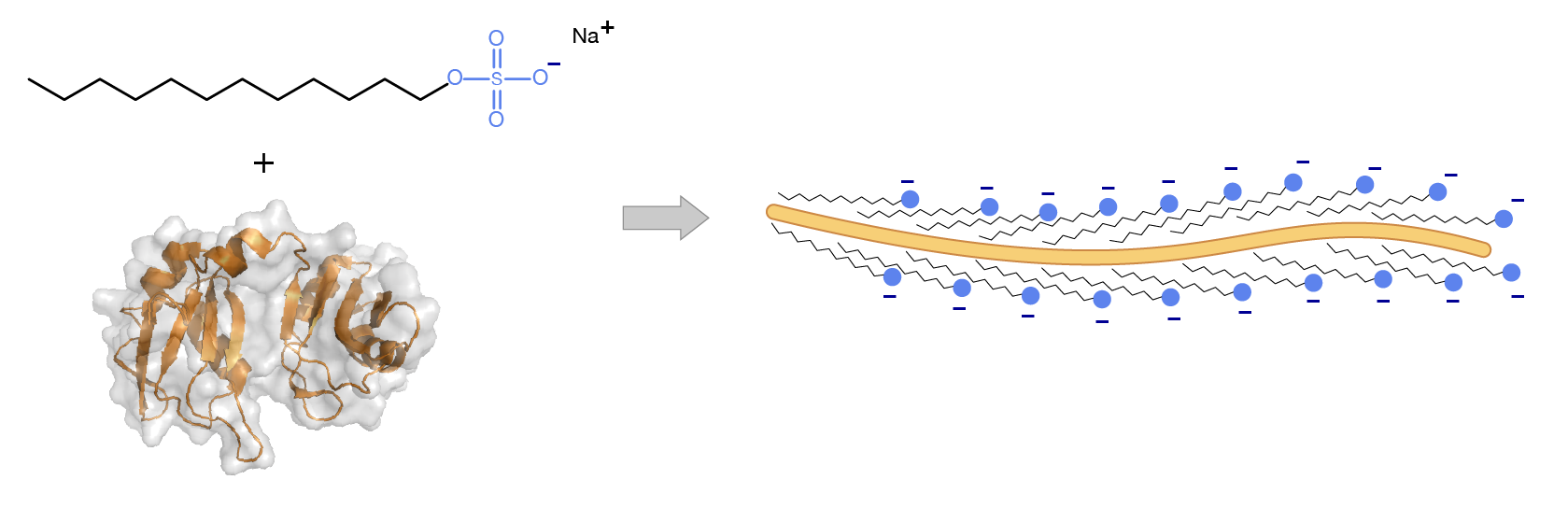
Formation d'un complexe protéine-SDS. Les molécules de SDS recouvrent la chaine protéique (en jaune). Les charges électrostatiques négatives des groupements sulfate (en bleu) dominent la charge totale du complexe et, par répulsion coulombienne, conduisent à la formation d'un objet étendu (à droite). La structure 3D initiale de la protéine (en bas à gauche) est détruite. L'agent tensioactif, en cassant les interactions hydrophobes de la protéine, entraîne son dépliement, phénomène appelé dénaturation.

## Problèmes liés au SDS
Un certain nombre de conditions de sécurité lors de l’utilisation de SDS ont été consignées dans les publications,,. Elles incluent les recommandations suivantes :
- le SDS peut causer des affections de la peau (dont le nom général est la dermatite), certaines personnes étant plus affectées que d’autres[10],[11],[12] ;
- les recherches toxicologiques effectuées par l'OSHA (Occupational Safety and Health Administration), le NTP (United States Department of Health and Human Services) ainsi que le CIRC (Centre international de recherche sur le cancer) appuient les conclusions de la Cosmetic, Toiletry and Fragrance Association (CTFA) ainsi que l'American Cancer Society qui déclarent que SLES n'est pas cancérogène[13] ;
- bien que le SLES soit légèrement moins irritant que le SDS, il peut se révéler dangereux par le fait qu’il n’est pas métabolisable par le foie[réf. nécessaire] ;
- le SDS est connu pour causer des ulcères aphteux ; il est référencé dans certains pays comme « rongeur de plaie »[14],[15] ;
- le SDS peut être utilisé en remplacement des SLES (pourtant moins irritants) pour la fabrication de savons, shampooings, lessives, dentifrices et autres produits de bains en raison de son faible coût.

Le laurylsulfate de sodium est employé comme ingrédient non-médicinal dans l'assemblage du médicament Cymbalta(MC) utilisé pour soulager la dépression et la douleur associée au diabète (neuropathie périphérique).